# Jack Balmer
John Balmer, detto Jack (Liverpool, 6 febbraio 1916 – Liverpool, 25 dicembre 1984), è stato un calciatore inglese, di ruolo attaccante.

## Carriera
Ha giocato dal 1935 al 1952 solo con la maglia del Liverpool, segnando 98 reti in 289 partite. Dal 1947 al 1950 è anche stato capitano del club.

## Palmarès

### Club

#### Competizioni nazionali
- Campionato inglese: 1

Liverpool: 1946-1947